# Agostinho Barbosa
Agostinho Barbosa (Guimarães, 17 settembre 1590 – Ugento, 19 novembre 1649) è stato un teologo, giurista e vescovo cattolico portoghese.

## Biografia
Compiuti gli studi in patria, si recò a Roma per perfezionarsi nello studio del diritto canonico. Stabilitosi a Madrid nel 1632, vi iniziò la pubblicazione di molti scritti di diritto ecclesiastico. Fu protonotario apostolico e consultore della Congregazione dell'Indice dei libri proibiti, e il 22 marzo 1649 ottenne, grazie al sostegno di Filippo IV, il vescovado di Ugento nell'Italia meridionale. Morì a Ugento il 19 novembre dello stesso anno.

## Opere
Sono del 1631 le Variae iuris tractationes, in cui sono compresi gli scritti con i quali aveva iniziata la sua carriera di giurista nel 1621: del 1632 i trattati De officio et potestate parochi, De officio et potestate episcopi, De canonicis et dignitatibus aliisque beneficiariis cathedralium et collegiatarum ecclesiarum; del 1633 i Iuris ecclesiastici universi libri tres e la Summa apostolicarum decisionum extra ius comune vagantium. Del 1635 una raccolta di Decisiones et consultationes. Del 1636 la Praxis methodica exigendi pensiones adversus calumniantes et differentes eas solvere. Nel 1647 iniziò una serie di Collectanea doctorum tam veterum quam recentiorum in jus pontificium universum. Un'edizione integrale delle sue opere fu pubblicata a Lione nel 1712.

## Genealogia episcopale
La genealogia episcopale è:
- Cardinale Guillaume d'Estouteville, O.S.B.Clun.
- Papa Sisto IV
- Papa Giulio II
- Cardinale Raffaele Sansone Riario
- Papa Leone X
- Papa Paolo III
- Cardinale Francesco Pisani
- Cardinale Alfonso Gesualdo di Conza
- Papa Clemente VIII
- Cardinale Pietro Aldobrandini
- Vescovo Laudivio Zacchia
- Cardinale Antonio Barberini, O.F.M.Cap.
- Cardinale Gaspar de Borja y Velasco
- Cardinale Gil Carrillo de Albornoz
- Cardinale Alfonso de la Cueva-Benavides y Mendoza-Carrillo
- Vescovo Agostinho Barbosa